# La Garena (stacja kolejowa)
La Garena (hiszp: Estación de La Garena) – stacja kolejowa w Alcalá de Henares, we wspólnocie autonomicznej Madryt, w Hiszpanii. Jest obsługiwana przez pociągi linii C-2 i C-7 Cercanías Madrid. 
Stacja zbudowana i otwarta dla ruchu została w dniu 22 maja 2004 roku, a rok później otrzymał nagrodę za najlepsze wykonanie niemieszkalnych nieruchomości Salón Inmobiliario de Madrid.. Oprócz funkcji transportowych znajduje się tu również centrum handlowe La Garena, znajdujące się mniej niż 500 m od stacji.
Znajduje się w strefie B3 Consorcio Regional de Transportes.
| Kierunek         | < stacja         | Linia | stacja >          | Kierunek                      |
| ---------------- | ---------------- | ----- | ----------------- | ----------------------------- |
| Madryt Chamartín | Soto del Henares |       | Alcalá de Henares | Alcalá de Henares Guadalajara |
| Madryt Chamartín |                  |       |                   | Alcalá de Henares             |